# Čehoslovački granični sustav u Hladnom ratu
Čehoslovački granični sustav u hladnom ratu predstavljao je vrlo dobro utvrđene državne granice tadašnje Čehoslovačke prema Zapadnoj Njemačkoj i Austriji. Fizički je predstavljao dio Željezne zavjese koja je tada dijelila Europu. Smisao ovakvo strogo čuvanog graničnog sustava bio je spriječiti ilegalan bijeg stanovnika Istočnog bloka u zemlje Zapadne Europe.

## Izgradnja
Nakon završetka Drugog svjetskog rata i podjele Njemačke, zapadne i jugozapadne granice Čehoslovačke vrlo brzo postale su dobro čuvane. Počevši od 1951. godine pa na dalje, duž granica postavljane su signalne ograde te ograde od bodljikave žice. Godine 1968. ograde su dodatno ojačane i elektificirane sa snagom udara od 5.000 volta. Također, izgrađeni su i tornjevi radi boljeg nadzora. Ukupna duljina čuvanih granica iznosila je 356 km prema Zapadnoj Njemačkoj te 453 km prema Austriji.

## Učinak
Učinak ovakvog graničnog sustava bio je vrlo velik te je onemogućio mnoge migracije stanovništva koje bi se dogodile prema Zapadu. Procjene govore da je u razdoblju od svibnja 1945. do studenog 1989. godine oko 1.000 ljudi smrtno stradalo na ovim strogo čuvanim granicama. Stradali nisu bili samo prebjezi, nego i slučajni civili, ali i čuvari koji su bili na položajima.

## Granice danas
Nakon političkih promjena krajem 20. stoljeća i raspada SSSR-a, prestaje hladni rat. Republike Češka i Slovačka danas su punopravne članice Europske unije te ne postoje granične kontrole prema Njemačkoj i Austriji. Velik dio izgrađenih objekata ostao je očuvan.